# 24344 Brianbarnett
24344 Brianbarnett este un asteroid din centura principală de asteroizi.

## Descriere
24344 Brianbarnett este un asteroid din centura principală de asteroizi. A fost descoperit pe 5 ianuarie 2000 la Socorro, New Mexico, în cadrul proiectului LINEAR. Asteroidul prezintă o orbită caracterizată de o semiaxă mare de 2,26 ua, o excentricitate de 0,14 și o înclinație de 3,3° în raport cu ecliptica.